# Hasidism

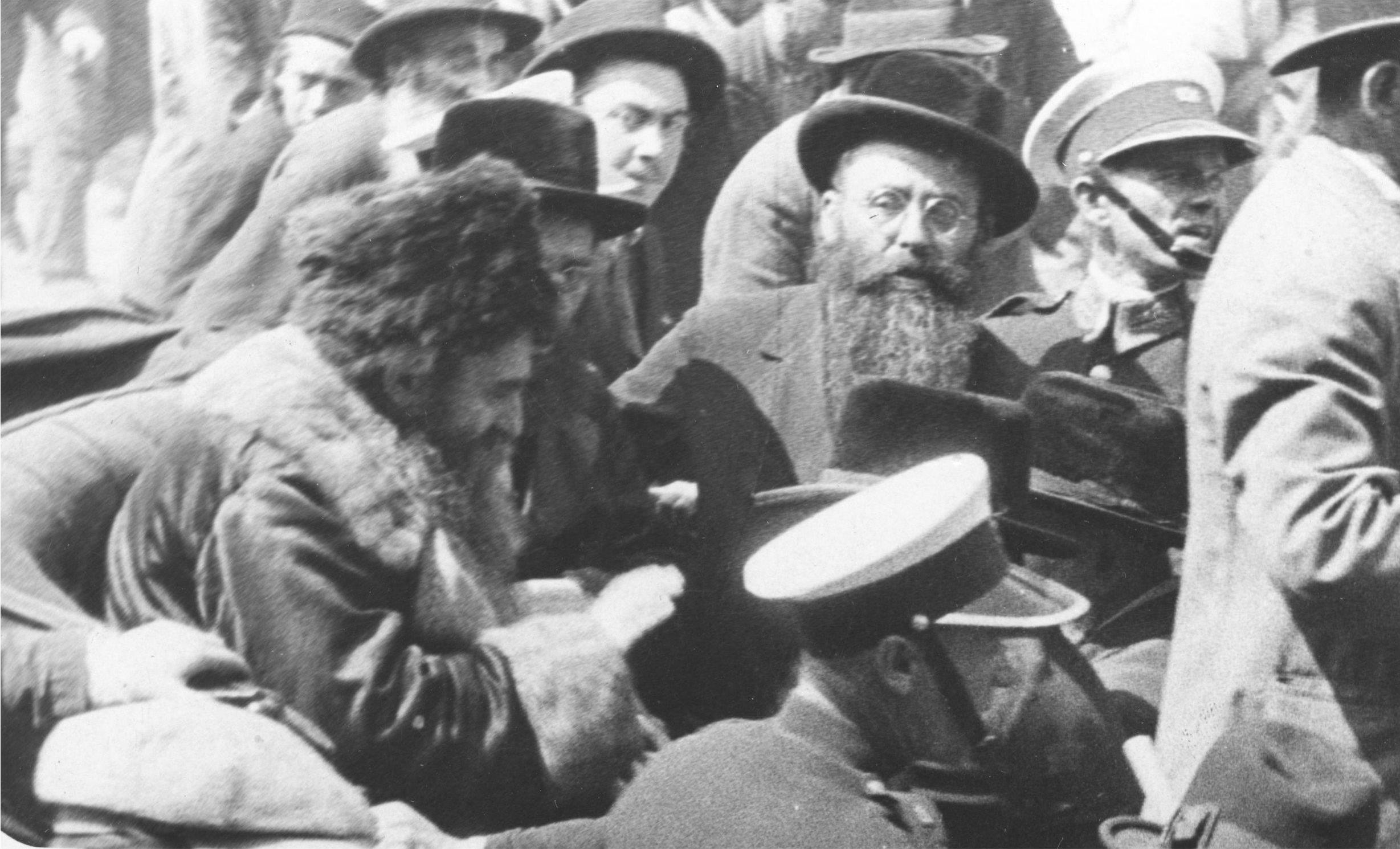
Evrei hasidici din dinastia Belz

Hasidismul a fost un curent inovator al gândirii și vieții comunității evreiești, apărut în Polonia la sfârșitul secolului al XVIII-lea. El se bazează deopotrivă pe teama și pe iubirea față de Dumnezeu și constă în angajamentul individului la nivelul actelor, în relația pe care o are cu Dumnezeu. Scopul principal al acestei mișcări este ca individul să nu rămână închistat în dogme teologice fără o finalitate practică, să-l vadă pe Dumnezeu în orice lucru și să-l atingă prin orice act autentic.
Reînnoirea concepției despre acțiunea umană ține de apropierea evreilor în jurul unui lider spiritual, învățător, „drept”, în ebraică „țadic”. Țadicul este asistentul spiritual, el învățând sensul lumii și conducând oamenii spre scânteile divine.
Fondatorul acestui curent a fost Israel ben Eliezer, numit de adepții săi „Baal Șem Tov” (Cel cu nume bun) sau pe scurt „Beșt”. Limba curentă a hasidismului a fost limba idiș, iar limba savantă ebraica.
Hasidismul a apărut după pogromurile hatmanului Bogdan Hmelnițki, care au dus la refugierea spre vest a evreilor, iezuiților și polonezilor supraviețuitori.